# Ромошел
Ромошел (рум. Romoșel) — село у повіті Хунедоара в Румунії. Входить до складу комуни Ромос.
Село розташоване на відстані 266 км на північний захід від Бухареста, 31 км на схід від Деви, 110 км на південь від Клуж-Напоки.

## Населення
За даними перепису населення 2002 року у селі проживали 612 осіб.
Національний склад населення села:
| Національність | Кількість осіб | Відсоток |
| -------------- | -------------- | -------- |
| румуни         | 601            | 98,2%    |
| цигани         | 5              | 0,8%     |

Рідною мовою назвали:
| Мова      | Кількість осіб | Відсоток |
| --------- | -------------- | -------- |
| румунська | 606            | 99,0%    |